# Boris Kuznecov (pugile)
Boris Georgievič Kuznecov (in russo Борис Георгиевич Кузнецов?; Astrachan', 23 febbraio 1947 – 3 maggio 2006) è stato un pugile sovietico, dal 1991 russo, cha ha vinto la medaglia d'oro alle Monaco di Baviera 1972 nei pesi piuma.

## Palmarès

### Olimpiadi
- 1 medaglia:
  - 1 oro (Monaco di Baviera 1972 nei pesi piuma)

### Mondiali dilettanti
- 1 medaglia:
  - 1 argento (L'Avana 1974 nei pesi piuma)